# Ginnastica aerobica ai Giochi mondiali 2001
Le competizioni di Ginnastica aerobica dei Giochi mondiali 2001 si sono svolte dal 17 al 18 agosto 2001, presso l'Akita City Gymnasium.

## Partecipanti
Alla competizione parteciparono complessivamente 46 ginnasti, in rappresentanza di 13 distinte nazioni.
- Australia (1)
- Bulgaria (4)
- Cile (5)
- Francia (5)

- Germania (1)
- Islanda (1)
- Italia (1)
- Giappone (7)

- Nuova Zelanda (3)
- Romania (4)
- Russia (5)
- Corea del Sud (5)
- Spagna (4)

## Podi
| Evento                | Oro                                                | Argento                                                | Bronzo                                                         |
| Individuale maschile  | Jonatan Cañada                                     | Park Kwang-soo                                         | Grégory Alcan                                                  |
| Individuale femminile | Izabela Lăcătuș                                    | Ludmila Kovatcheva                                     | Giovanna Lecis                                                 |
| Coppia mista          | Russia Vladislav Oksner Tatiana Soloviova          | Francia Stéphane Brecard Rachel Muller                 | Bulgaria Marian Kolev Galina Lazarova                          |
| Trio                  | Francia Grégory Alcan Xavier Julien Olivier Salvan | Romania Remus Nicolai Claudiu Varlam Cristian Moldovan | Bulgaria Ludmila Kovatcheva Galina Lazarova Krassimira Dotzeva |

## Medagliere
| Pos.   | Nazione       | Oro | Argento | Bronzo | Totale |
| ------ | ------------- | --- | ------- | ------ | ------ |
| 1      | Francia       | 1   | 1       | 1      | 3      |
| 2      | Romania       | 1   | 1       | 0      | 2      |
| 3      | Russia        | 1   | 0       | 0      | 1      |
| 3      | Spagna        | 1   | 0       | 0      | 1      |
| 5      | Bulgaria      | 0   | 1       | 2      | 3      |
| 6      | Corea del Sud | 0   | 1       | 0      | 1      |
| 7      | Italia        | 0   | 0       | 1      | 1      |
| Totale | Totale        | 4   | 4       | 4      | 12     |